# Зварювальний автомат
Зварювальний автомат — механізм який являє собою конструктивне об'єднання зварювальної головки з механізмом її переміщення уздовж шва, механізмами настановних переміщень, пристроєм для подачі флюсу або захисного газу, котушками або касетами для дроту, пультами керування або інших пристроїв. Якщо зварювальний апарат автомат переміщається в процесі зварювання механізованим способом щодо виробу, то він називається зварювальним автоматом.

## Класифікація зварювальних апаратів автоматів
Є зварювальні автомати універсальні та спеціалізовані, які розрізняються за такими ознаками:
- за способом переміщення уздовж лінії зварного з'єднання: самохідні та несамохідні (підвісні);
- за способом захисту зони дуги — зварювальні апарати для зварювання під флюсом (Ф), у захисних газах (Г), без зовнішнього захисту (ПРО), по флюсі, під флюсом та у захисних газах (ФГ);
- по виду електрода — зварювальні автомати для зварювання плавким і не плавким електродом;
- по виду плавкого електрода — для зварювання дротовим електродом, стрічковим електродом, штучними електродами;
- по числу електродів із загальним підведенням зварювального струму — одноелектродні, двухелектродні, багатоелектродні;
- за числом дуг при роздільному живленні електродів зварювальним струмом — однодугові, двудугові, багатодугові;
- за технологічним призначенням — зварювальні апарати для наплавлення, для зварювання;
- за родом застосовуваного струму — зварювальні автомати для зварювання постійним струмом, змінним струмом, постійним і змінним струмом;
- за способом подачі електродного дроту — з незалежної від напруги на дузі подачею, із залежної від напруги на дузі подачею;
- за способом регулювання швидкості зварювання (для самохідних апаратів) і подачі електродного дроту — із плавним, із плавно-східчастим, зі східчастим регулюванням;
- за способом формування металу шва: для зварювання з вільним формуванням, із примусовим формуванням.

| Зварювання | Це незавершена стаття зі зварювання. Ви можете допомогти проєкту, виправивши або дописавши її. |